# مکسی پارکز
مکسی پارکز (انگلیسی: Maxie Parks؛ زادهٔ ۹ ژوئیهٔ ۱۹۵۱) دونده اهل ایالات متحده آمریکا بود.